# Newtonsches Kugelschalentheorem

Die Anziehungskräfte zweier Massen

Das Newtonsche Kugelschalentheorem, manchmal auch Newtonsches Schalentheorem (benannt nach Sir Isaac Newton), ist eine Folgerung des Newtonschen Gravitationsgesetzes. Es ermöglicht besonders einfache Berechnungen der Gravitationskraft im Fall von kugelsymmetrischer Massenverteilung und ist auch für elektrostatische Anziehung anwendbar.
Das Theorem wurde bereits in Newtons Philosophiae Naturalis Principia Mathematica bewiesen. Eine allgemein relativistische Verallgemeinerung ist das sogenannte Birkhoff-Theorem.

## Aussage
Nach dem Newtonschen Gravitationsgesetz besteht zwischen zwei Körpern der Masse {\textstyle m_{\mathrm {A} }} und {\textstyle m_{\mathrm {B} }} eine Anziehungskraft {\displaystyle F} in Richtung der Verbindungslinie beider Massen. Wenn die räumliche Ausdehnung der Massen vernachlässigbar klein ist (Massenpunkte), beträgt diese Kraft beim Abstand {\displaystyle r} einfach
{\displaystyle F=G\cdot {\frac {m_{\mathrm {A} }m_{\mathrm {B} }}{r^{2}}}\,},
wobei {\displaystyle G} die Gravitationskonstante ist. Kompliziert wird es jedoch, wenn die räumliche Ausdehnung eines Körpers nicht vernachlässigbar ist. Dann muss man für alle Volumenelemente die Massenanziehung ausrechnen, die jeweils von der Massendichte {\displaystyle \rho } und vom Abstand zum anderen Körper abhängig ist, und auch die unterschiedlichen Richtungen berücksichtigen (Vektoraddition). Noch komplizierter wird es, wenn beide Körper ausgedehnt sind.
Das Newtonschen Kugelschalentheorem vereinfacht die Rechnung jedoch wesentlich, wenn ein Körper eine Kugel oder Kugelschale mit radialsymmetrischer (kugelsymmetrischer) Massendichte ist, d. h., wenn die Dichteverteilung in alle Richtungen gleich ist und die Dichte somit nur vom Abstand vom Mittelpunkt abhängig ist. In diesem Fall gilt:
1. Auf ein Objekt außerhalb der Kugel wirkt deren Anziehungskraft so, als wäre deren gesamte Masse in ihrem Mittelpunkt konzentriert.
2. Auf ein Objekt innerhalb der Kugel wirkt deren Anziehungskraft so, als wäre der Teil der Kugel, der näher am Kugelmittelpunkt ist, in ihrem Mittelpunkt konzentriert und der weiter außen liegende Bereich überhaupt nicht vorhanden.

Aus der zweiten Aussage folgt:
1. Wenn die Kugel hohl ist, bewirkt sie innerhalb des hohlen Bereichs keine Schwerkraft.

## Folgerungen
Durch das Kugelschalentheorem werden Rechnungen für viele Problemstellungen in der Himmelsmechanik einfacher. So kann man Sterne, Planeten und kugelförmige Monde für die Berechnung von Umlaufbahnen oder gravitativer Ablenkung wie Punktmassen behandeln. Dies gilt auch dann, wenn die Distanzen in der Größenordnung von deren räumlicher Ausdehnung oder noch kleiner sind – zum Beispiel bei Umlaufbahnen künstlicher Erdsatelliten.
Wenn eine Kugel homogen ist (also konstante Dichte hat), dann ist die Schwerkraft innerhalb der Kugel proportional zum Abstand vom Mittelpunkt, weil die innerhalb gelegene Masse proportional zu {\displaystyle r^{3}} und die Kraft proportional zu {\displaystyle r^{-2}} ist. Im Fall der Erde ist das nur näherungsweise gegeben: Der Erdkern hat eine höhere Dichte als die Erdkruste, daher nimmt die Schwerkraft in einem Bohrloch zunächst noch zu.
Im Inneren einer Hohlkugel herrscht Schwerelosigkeit. Allerdings betrifft dies nur die von der Masse der Hohlkugel bewirkte Schwerkraft; gravitative Kräfte von außerhalb der Hohlkugel wirken auf Massen innerhalb der Hohlkugel weiterhin, da sich Gravitation nicht abschirmen lässt.

## Beweis
Für den Beweis genügt es, die oben genannten Aussagen 1 und 3 für infinitesimal dünne Kugelschalen mit homogener Massenverteilung zu beweisen, denn jeder radialsymmetrische Körper kann als Zusammensetzung von solchen Kugelschalen beschrieben werden.

### Schwerkraft außerhalb einer Kugelschale

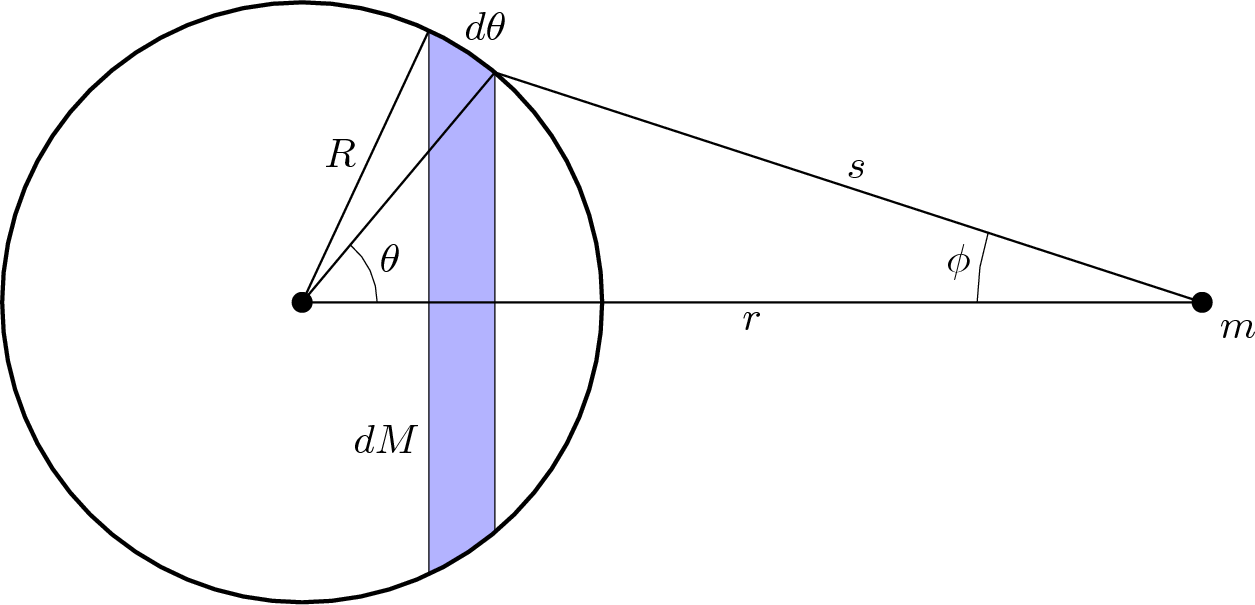
Skizze zum Beweis. Der farbig gekennzeichnete Bereich stellt einen ringförmigen Ausschnitt der Kugelschale im Zenitwinkel dar, mit der Winkelausdehnung

Gegeben sei eine sehr dünne Kugelschale mit Radius {\displaystyle R} und eine punktförmig angenommene Testmasse {\displaystyle m}, die sich im Abstand {\displaystyle r>R} vom Mittelpunkt der Kugelschale befindet.
Man kann die Kugelschale in infinitesimal schmale Ringe zerlegen, die konzentrisch um die Verbindungslinie vom Mittelpunkt der Kugelschale zur Testmasse liegen. Ein Ring mit dem Zenitwinkel {\displaystyle \theta } und der Ausdehnung {\displaystyle \mathrm {d} \theta } hat die Fläche
{\displaystyle \mathrm {d} A(\theta )=2\pi R^{2}\sin \theta \,\mathrm {d} \theta \,}.
Die Fläche der Kugelschale ist {\displaystyle 4\pi R^{2}} und ihre Masse sei {\displaystyle M}. Dann beträgt die Masse des Rings:
{\displaystyle \mathrm {d} M(\theta )={\frac {1}{2}}M\sin \theta \,\mathrm {d} \theta \,}.
Die Gravitationskraft ergibt sich über die Summierung aller Massenpunkte des Rings. Dabei ist zu berücksichtigen, dass die Kräfte in einem Winkel {\displaystyle \phi } zur Verbindungslinie zwischen dem Mittelpunkt der Kugelschale und der Testmasse angreifen und sich nur die Projektion auf diese Verbindungslinie auswirkt (die Komponenten senkrecht dazu addieren sich zu null, wenn man den ganzen Ring berücksichtigt), was einen zusätzlichen Faktor {\displaystyle \cos \phi } ergibt. Mit dem Abstand zur Testmasse {\displaystyle s} ist die Kraft zwischen Kugelschale und Testmasse demnach:
{\displaystyle F=\int _{0}^{\pi }{\frac {GMm}{2}}\cdot {\frac {\cos \phi }{s^{2}}}\sin \theta \,\mathrm {d} \theta \,}.
Nach dem Kosinussatz gilt:
{\displaystyle \cos \phi ={\frac {r^{2}+s^{2}-R^{2}}{2rs}}}
{\displaystyle \cos \theta ={\frac {r^{2}+R^{2}-s^{2}}{2rR}}.}
Durch Differenzieren der zweiten Gleichung nach {\displaystyle \theta } und {\displaystyle s} erhält man
{\displaystyle \sin \theta \,\mathrm {d} \theta ={\frac {s}{rR}}\,\mathrm {d} s}
und kann nun das Integral über den Winkel {\displaystyle \theta } durch eine Integration über {\displaystyle s} ersetzen:
{\displaystyle F={\frac {GMm}{4r^{2}R}}\int _{r-R}^{r+R}\left(1+{\frac {r^{2}-R^{2}}{s^{2}}}\right)\mathrm {d} s\,}.
Der Wert des Integrals ist {\displaystyle 4R} und demnach ist
{\displaystyle F=G{\frac {Mm}{r^{2}}}}
gleich der Kraft, die wirken würde, wenn die Masse der Kugelschale auf ihren Mittelpunkt konzentriert wäre.

### Schwerkraft innerhalb einer Kugelschale
Gegeben sei eine Testmasse {\displaystyle m} an einem Punkt P innerhalb einer infinitesimal dünnen Kugelschale. Ein Doppelkegel mit dem halben Öffnungswinkel {\displaystyle \alpha }, dessen Spitze im Punkt P liegt und der in beliebige Richtung zeigt, schneidet einen Bereich A und einen gegenüberliegenden Bereich B aus der Kugelschale heraus. Die Flächen der Bereiche A und B betragen {\displaystyle \pi r_{\mathrm {A} }^{2}\tan ^{2}\alpha } bzw. {\displaystyle \pi r_{\mathrm {B} }^{2}\tan ^{2}\alpha \,}. Mit der Massendichte {\displaystyle \rho } und der Dicke der Kugelschale {\displaystyle \mathrm {d} S\,} gilt für die Massen der Bereiche A und B:
{\displaystyle M_{\mathrm {A} }=\rho \cdot \pi r_{\mathrm {A} }^{2}\tan ^{2}\alpha \cdot \mathrm {d} S\,},
{\displaystyle M_{\mathrm {B} }=\rho \cdot \pi r_{\mathrm {B} }^{2}\tan ^{2}\alpha \cdot \mathrm {d} S\,}.
Die Gravitation dieser Bereiche wirkt in entgegengesetzte Richtungen. Die Gesamtkraft ist daher ihre Differenz:
{\displaystyle F=G\cdot \left({\frac {mM_{\mathrm {A} }}{r_{\mathrm {A} }^{2}}}-{\frac {mM_{\mathrm {B} }}{r_{\mathrm {B} }^{2}}}\right)=G\cdot m\cdot \rho \cdot \pi \tan ^{2}\alpha \cdot \mathrm {d} S\cdot \left({\frac {r_{\mathrm {A} }^{2}}{r_{\mathrm {A} }^{2}}}-{\frac {r_{\mathrm {B} }^{2}}{r_{\mathrm {B} }^{2}}}\right)=0\,}.
Die Kräfte heben sich auf. Durch P lassen sich nun Doppelkegel (und Doppelpyramiden) in alle Richtungen legen, sodass der volle Raumwinkel abgedeckt ist. Die Gesamtkraft auf Testmassen innerhalb der Kugelschale bleibt null.

### Satz von Gauß
Alternativ lässt sich das Schalentheorem auch mithilfe des Satzes von Gauß herleiten. Das Gravitationspotential {\displaystyle \phi } einer beliebigen Massenverteilung {\displaystyle \rho } folgt der Poisson-Gleichung
{\displaystyle \Delta \phi =4\pi G\rho }
mit dem Laplace-Operator {\displaystyle \Delta ={\vec {\nabla }}\cdot {\vec {\nabla }}} und dem Nabla-Operator {\displaystyle {\vec {\nabla }}}. Die Kraft auf eine beliebige Testmasse {\displaystyle m} ist der negative Gradient des Potentials, multipliziert mit der Masse, also
{\displaystyle {\vec {F}}=-m{\vec {\nabla }}\phi }.
Es folgt daher
{\displaystyle {\vec {\nabla }}\cdot {\vec {F}}=-4\pi Gm\rho }
und mit dem Satz von Gauß
{\displaystyle \int \mathrm {d} {\vec {A}}\cdot {\vec {F}}=-4\pi Gm\int \mathrm {d} V\,\rho }.
Die Masseverteilung muss für die Gültigkeit des Schalentheorems radialsymmetrisch sein; es gilt also {\displaystyle \rho =\rho (r)}, wobei {\displaystyle r} der Abstand zum Zentrum ist. Daher bietet sich als Integrationsgebiet eine Kugel um das Zentrum der Masseverteilung an. Aus Symmetriegründen kann die Kraft nur vom Zentrum weg oder zum Zentrum hin zeigen und ihr Betrag kann ebenfalls nur vom Abstand zum Zentrum abhängen. Es gilt in Kugelkoordinaten also {\displaystyle {\vec {F}}=F(r){\vec {e}}_{r}} mit dem radialen Einheitsvektor {\displaystyle {\vec {e}}_{r}}. Dann wird die Integration über den Raumwinkel trivial und es bleibt eine Integration über den Abstand übrig:
{\displaystyle 4\pi r^{2}F=-(4\pi )^{2}Gm\int _{0}^{r}\mathrm {d} r'\,r'^{2}\rho (r')}.
Nimmt man nun eine infinitesimal dünne Kugelschale mit Masse {\displaystyle M} und Radius {\displaystyle R}, so ist ihre Massendichte {\displaystyle \rho ={\tfrac {M}{4\pi R^{2}}}\delta (r'-R)} mit der Delta-Distribution {\displaystyle \delta }. In die obige Formel eingesetzt folgt daraus:
{\displaystyle r^{2}F=-GmM\int _{0}^{r}\mathrm {d} r'{\frac {r'^{2}}{R^{2}}}\delta (r'-R)={\begin{cases}0&r<R\\-GmM&r>R\end{cases}}}.
Für Abstände, die kleiner als der Radius der Kugelschale sind, wirkt daher keine Kraft, für Abstände, die größer sind, wirkt die Kraft
{\displaystyle {\vec {F}}=-G{\frac {mM}{r^{2}}}{\vec {e}}_{r}}.
Dies ist von Betrag und Richtung identisch zu einer Kraft, die zwischen zwei Punktmassen mit Abstand {\displaystyle r} wirken würde. Aufgrund des Superpositionsprinzips gilt dies für beliebige radialsymmetrische Masseverteilungen; anschaulich gesprochen kann man beliebig viele solcher Kugelschalen ineinander stapeln.

## Verallgemeinerung
All diese Aussagen gelten auch für die elektrostatische Anziehung, weil die Coulomb-Kraft ebenfalls einem {\displaystyle r^{-2}}-Gesetz folgt. Man muss dann nur die Massendichte durch die Ladungsdichte ersetzen. Daher bewirkt eine homogen geladene Hohlkugel in ihrem Inneren kein elektrisches Feld. Im Falle einer elektrisch leitfähigen Kugelschale kommt noch ein abschirmender Effekt gegenüber äußeren Feldern hinzu (Faradayscher Käfig), der aber mit dem Kugelschalentheorem nichts zu tun hat.
Eine Verallgemeinerung auf die Allgemeine Relativitätstheorie, in der das Gravitationsgesetz von Newton nur näherungsweise gilt, ist das Birkhoff-Theorem.